# Snežana Rodič
Snežana Rodič (* 19. August 1982 als Snežana Vukmirović) ist eine slowenische Dreispringerin.
Bei den Leichtathletik-Weltmeisterschaften 2005 schied sie in der Qualifikation aus.
2009 wurde sie Sechste bei den Leichtathletik-Halleneuropameisterschaften in Turin, kam aber bei den Weltmeisterschaften in Berlin nicht über die Vorrunde hinaus. 2010 wurde sie Sechste bei den Europameisterschaften in Barcelona, 2011 Vierte bei den Halleneuropameisterschaften in Paris.
Seit 2006 ist sie mit dem Fußballer Aleksandar Rodić verheiratet.

## Persönliche Bestleistungen
- Weitsprung: 6,51 m, 26. Juni 2008, Velenje
  - Halle: 6,29 m, 19. Februar 2005, Šempeter-Vrtojba
- Dreisprung: 14,47 m, 29. Juli 2010, Barcelona
  - Halle: 14,35 m, 5. März 2011, Paris